# ミルトン (ジョージア州)
ミルトン（Milton）は、アメリカ合衆国ジョージア州のフルトン郡にある都市。人口は4万1296人（2020年）。アトランタの北50キロメートルに位置している。富裕層の住民が多い。
2006年に法人化した若い市である。それまでは国勢調査指定地域（CDP）だった。ミルトンは日本人居住者が比較的多い都市である。

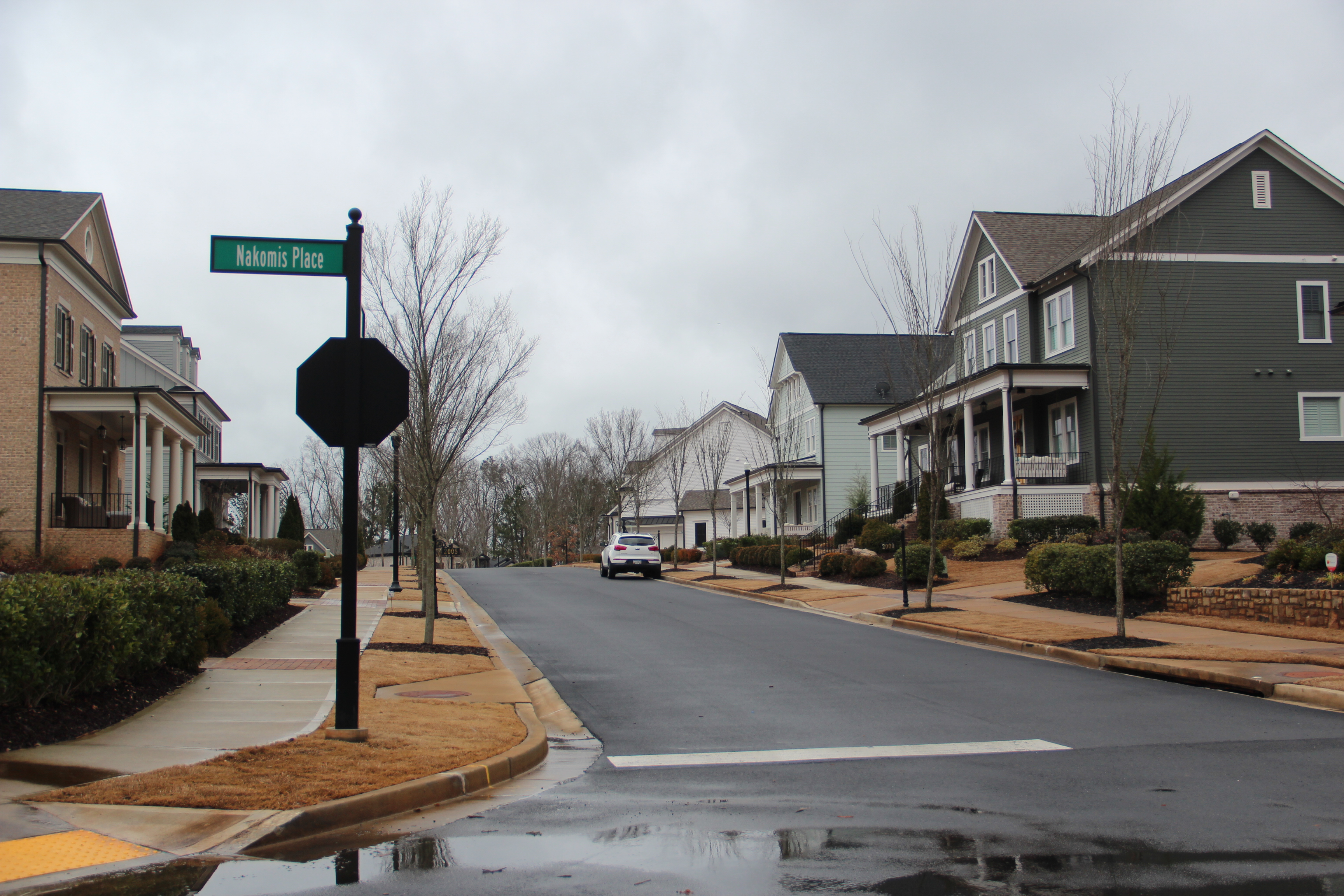
ミルトンの住宅地